# Tournoi de tennis de Hempstead
Le tournoi de tennis de Hempstead (État de New York, États-Unis), est un tournoi de tennis masculin du circuit professionnel WCT. La seule édition du tournoi date de 1974.

## Palmarès messieurs

### Simple
| No | Date       | Nom et lieu du tournoi   | Catégorie | Dotation | Surface    | Vainqueur  | Finaliste     | Score         |  |
| -- | ---------- | ------------------------ | --------- | -------- | ---------- | ---------- | ------------- | ------------- |  |
| 1  | 18-02-1974 | Hempstead WCT, Hempstead |           | NC $     | Dur (ext.) | Stan Smith | John Newcombe | 6-4, 3-6, 6-3 |  |

### Double
| No | Date       | Nom et lieu du tournoi   | Catégorie | Dotation | Surface    | Vainqueurs                | Finalistes              | Score         |  |
| -- | ---------- | ------------------------ | --------- | -------- | ---------- | ------------------------- | ----------------------- | ------------- |  |
| 1  | 18-02-1974 | Hempstead WCT, Hempstead |           | NC $     | Dur (ext.) | Jeff Borowiak Dick Crealy | Ross Case Geoff Masters | 6-7, 6-4, 6-4 |  |